# 2013年钓鱼岛争端
2013年钓鱼岛争端，是自2012年日本政府國有化（日語：尖閣諸島）之后，日本与中华人民共和国、中华民國就钓鱼岛主权归属展开的爭議。

## 背景

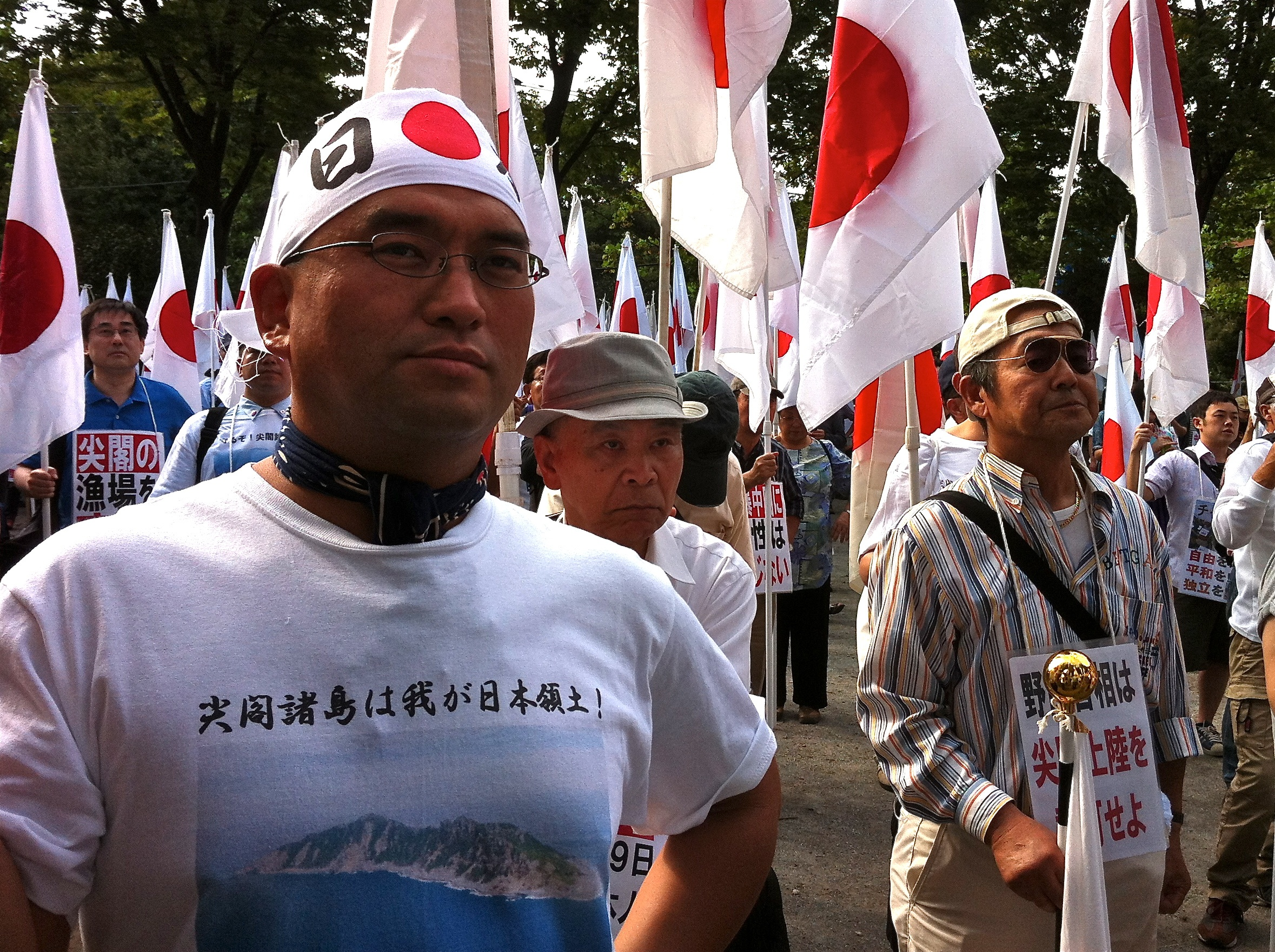
日本民间支持“尖阁诸岛属于日本”的游行群众。

2012年3月，东京都知事石原慎太郎就提出了购买钓鱼岛的设想。4月，他在美国华盛顿演讲时正式表态称东京都将购买钓鱼岛。这一设想提出后，东京都于日本瑞穗银行开设了专属账号“东京都尖阁诸岛寄付金”以供接受捐款。除瑞穗银行外，东京都在邮贮银行亦开设了相同目的的账号，部分日本人民更为了购买钓鱼岛捐出了养老金。6月1日，资金筹集已经达到10亿日元（约合8千万人民币，2亿6千万新台币）。中华人民共和国外交部和中華民國外交部对石原慎太郎购买钓鱼岛提出抗议。9月，日本首相野田佳彦决定以日本政府的名义购买钓鱼岛，即将钓鱼岛国有化。9月10日，日本政府以20.5亿日元（人民币1.66亿元）从栗原弘行手中收购钓鱼岛及其附属岛屿南小岛和北小岛，並在2012年9月11日支付款項。
日本政府购买钓鱼岛之后，中华人民共和国政府派遣海监船在钓鱼岛12海里附近海域巡航，宣示主权，而日本海上保安厅亦頻密派出舰船驱逐中國船隻。中華民國则在与日本政府进行交涉和沟通後签订《钓鱼台渔业协议》。

## 经过

### 1月

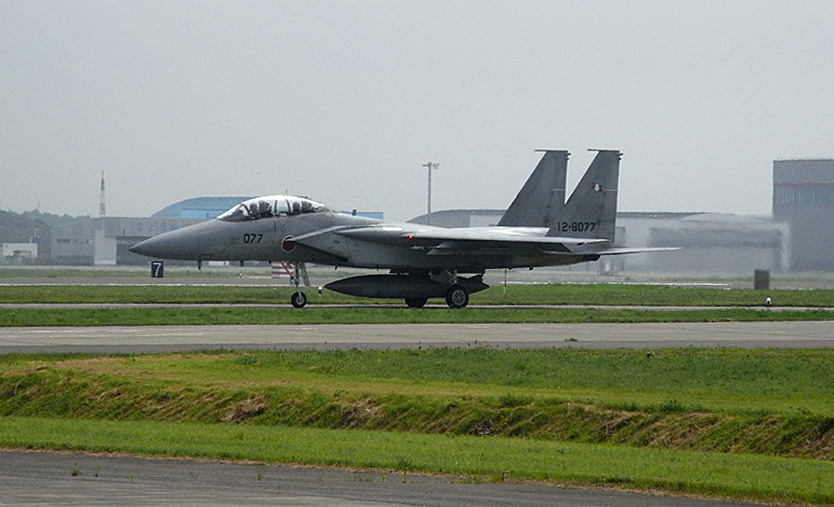
日本F-15DJ

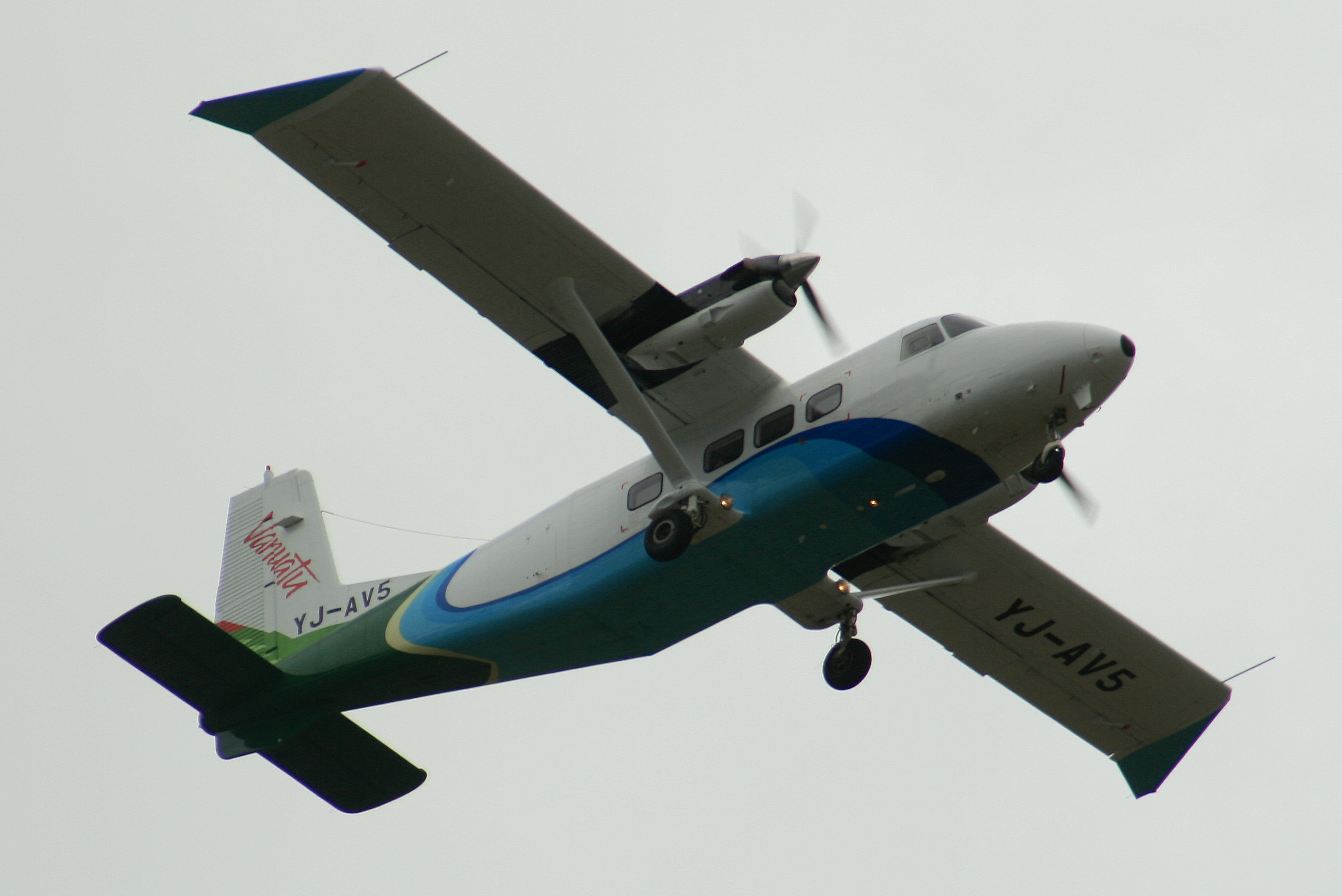
中国运-12侦察机。

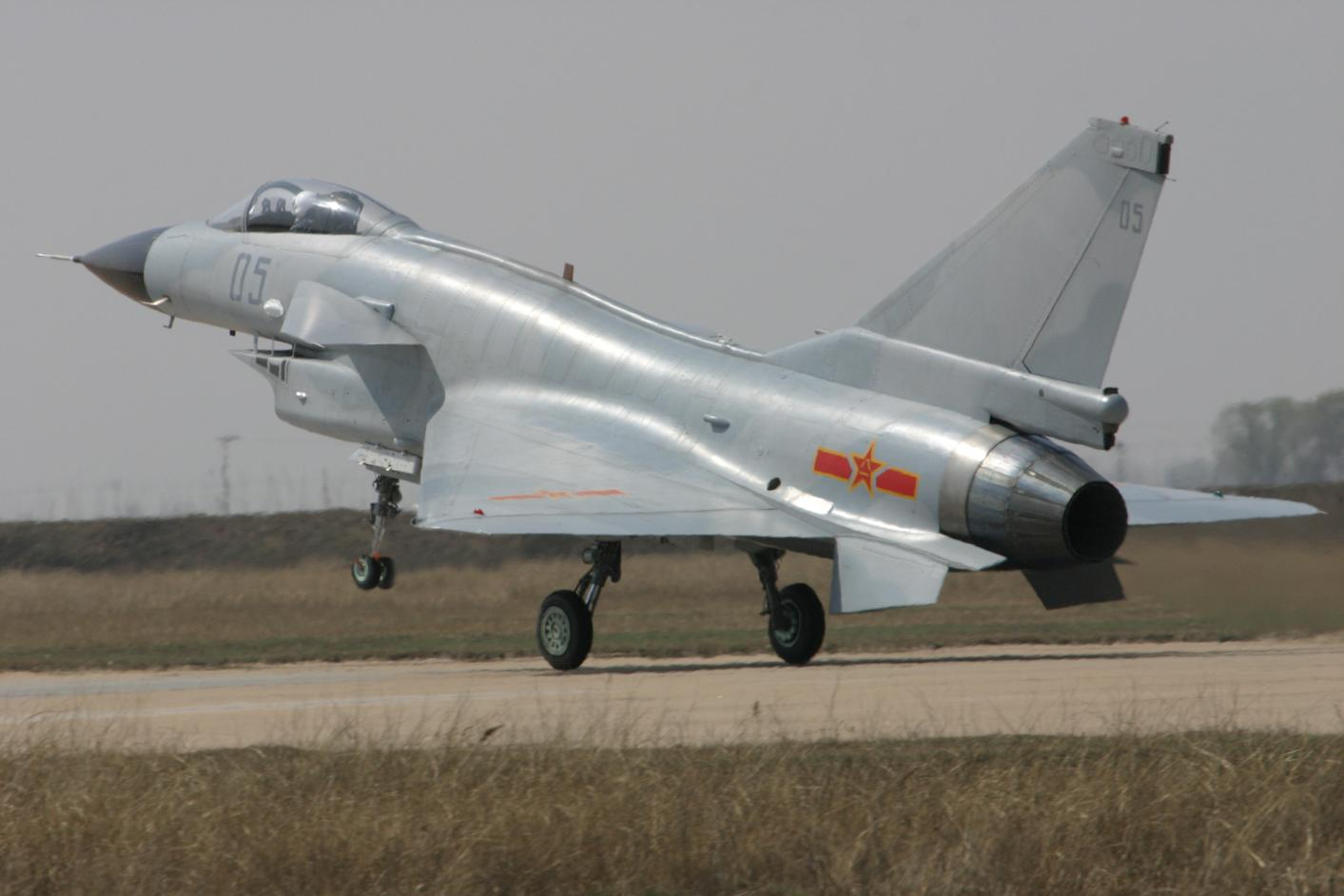
中国歼-10。

1日上午，3艘隶属于中国国家海洋局的海监51、15、83船编队在钓鱼岛附近“中日连接海域”巡航，日本海上保安厅派遣巡视船跟踪和警告驱离。1月2日，日本共同社报道，日本第11管区海上保安总部透露，3艘中国海监船已经驶离钓鱼岛附近海域。
3日，日本《产经新闻》报道，日本新任首相安倍晋三修改《防卫计划大纲》，以应对中国夺取钓鱼岛。同日，美国总统奥巴马在美国国会的“2013年度国防权限法案”上签名，明确规定“钓鱼岛适用于日美安保条约第五项，（美国）不会接受第三国单方面行动”。该日，日本驻悉尼总领事小原雅博在澳大利亚《澳大利亚人报》上撰文称“钓鱼岛位置更靠近日本，是日本领土”，并且提议钓鱼岛领土争端提交给国际法院裁决。日本自民党在制定“2013年度政府预算”会议上提出，“为应对中国飞机巡航钓鱼岛领空及扩充军备，应将2013年防卫预算提升至4兆7000亿日元。”，同时提出改装F15战斗机用对中国海监飞机。
5日，一架隶属于中国国家海洋局的Y-12海监巡逻机在东海起飞并在钓鱼岛附近空中飞行，日本航空自卫队F-15战机紧急升空并且拦截。同日，日本海上保安厅长官北村隆志接受媒体采访指出，日本将在冲绳县石垣岛建立专属的基地和专门的部队守卫钓鱼岛，和建立专职巡逻船队应对中国海监船。日本首相安倍晋三对日本航空自卫队作出指示，要求采取万全姿态防止中国飞机和海监船进入钓鱼岛海域。
6日，日本外相岸田文雄在日本国内电视节目中呼吁中日外交谈判沟通钓鱼岛问题。
7日，中华民国驻悉尼办事处处长周进发在澳大利亚《澳洲人报》（The Australian）撰文，呼吁各方搁置争议，和平对话。
8日，中华民国总统马英九呼吁用“资源共享”的方式解决钓鱼岛争端。日本首相安倍晋三召见日本防相小野寺五典，要求加强监视。日本防相小野寺五典和美国国防部长帕内塔互通电话就两国应对中国海监船巡航钓鱼岛海域沟通。上午，中华民国总统马英九会见美国哈佛大学“费正清中国研究中心”台湾研究小组访问团，提出钓鱼岛问题搁置争议，资源共享。晚间，日本外务大臣岸田文雄与美国国务卿希拉里通电话，希拉里望日本和中国对话解决钓鱼岛领土主权争议，同时希拉里承诺《美日安保条约》适用于钓鱼岛。
9日，日本首相安倍晋三召见内阁危机管理官米村敏朗及其他官员，指示日本防卫省和自卫队，要求对钓鱼岛海域中国飞机和海监船实施“曳光弹射击警告”。同日，日本共同社记者搭乘日本海上自卫队P3C反潜巡逻机在空中监视钓鱼岛海域。
10日，日媒报道，日本海上保安厅将新建一支12艘船、约400人规模的“钓鱼岛别动队”。晚间，中华民国前副总统吕秀莲出席旅菲台湾乡亲欢迎晚宴时指出“钓鱼岛是台湾的”。
11日，日本首相安倍晋三在记者会就钓鱼岛问题说：“绝对不会让步，也不会让钓鱼岛成为谈判对象。”日本防卫相小野寺五典出面说明日本将组建“钓鱼岛别动队”。
15日，日本防相小野寺五典宣布如果中国飞机侵犯日本领空，日本将发射曳光弹进行“警告射击”。
16日，全国政协主席贾庆林在人民大会堂会见日本前首相鸠山由纪夫，以缓和钓鱼岛事态。日本海上保安厅长官北村隆志对记者说，将在石垣港新增码头应对钓鱼岛事态。
17日，日本防卫大臣小野寺五典与美国驻日大使约翰·罗斯（John Roos）会谈，罗斯称《美日安全保障条约》适用于钓鱼岛。
18日，日本外交大臣岸田文雄与美国国务卿希拉里会谈，希拉里称：“钓鱼岛在日本的‘施政’之下，反对任何单方面寻求破坏日本‘施政权’的行为。”而中华民国前总统吕秀莲則提出台湾捐献钓鱼岛。
19日，日本首相安倍晋三委托公明党党首山口那津男带一封亲笔信给中国共产党中央委员会总书记习近平，提出两国举行首脑会谈谈判钓鱼岛问题。
21日，日本公明党党首山口那津男提出中日两国飞机都不出现在钓鱼岛，钓鱼岛问题由后世解决。
22日，中华民国外交部负责人林永乐答记者问表示：“钓鱼岛是台湾附属岛屿，主权部分我们不可能做任何退让”。
24日，3艘中国海监船进行钓鱼岛海域巡航，被中华民国海巡署喊话后离开。
27日，日本自卫队从日本国内调集了预警机，開始对钓鱼岛进行24小时监控。
28日，中华民国总统马英九说：“很多人并不知道，这些小岛（指钓鱼岛）是台湾的属岛，17世纪时，就被纳入水师巡逻的范围。我们主张用和平的方式来解决争端”。
29日，日本海上保安厅部署20艘船只和13架飞机组建“尖阁警备专队”，新设600人规模的“尖阁专属部队”。

### 2月
马英九谈到了就钓鱼岛问题不与大陆合作的理由是大陆不让提中华民国与日本的条约，不让谈主权“没有主权哪里会有渔权？”

### 3月
23日，日本防衛省指為了加強對尖閣列島（中國名：釣魚島）的防衛，計劃在海上自衛隊中增加6艘新型潛艇，並培訓400名潛艇士官。

### 4月
23日，首相安倍晉三指出如果任何中方人士登上釣魚台列嶼將「強制驅離」。他在國會回應提問時表示會「採取果斷行動對抗任何企圖進入領海和登上尖閣諸島的行為」。中國外交部回應指，日本官員參拜靖國神社是「試圖否認日本侵略史」，日本活躍人士搭船進入釣魚台列嶼海域是「非法行為、製造麻煩」，並已向日本提出嚴正抗議。

### 5月
1日，美国国防部长查克·哈格尔会见日本防卫大臣小野寺五典，会后记者会上他表示：“美国承认尖阁诸岛目前由日本管辖，并属于美日安保条约适用范围。”中华民国总统马英九对4月10日签订台日渔业协议和成立“台日渔业委员会”表示肯定。
3日，冲绳县渔民对台湾渔民可以到日本专属经济区（EEZ）捕鱼表示强烈反对。同日，日本负责钓鱼岛作战指挥官在东京被摩托撞死。
6日，美国五角大楼负责亚太事务的副部长助理大卫·海尔韦（David·Helvey）表示：“我想补充一点，对于东海问题，任何一方的单边行动都不会动摇我们的立场，即尖阁列岛依然处在日本行政管辖之下。”
8日，中华民国总统马英九在主持中国国民党中山会报时，肯定台日渔业协议，提“东海和平倡议”。
10日，台日渔业协议正式生效，台湾渔民可以在日本专属经济区（EEZ）捕鱼作业，日本冲绳县表示强烈抗议。
24日，日本海上自卫队舰船和驻日美国海军舰艇在钓鱼岛海域巡弋，斩断了宫崎县的日本金枪鱼捕捞船的拖网缆绳。新华侨报网指該行為是为阻碍中国渔民在钓鱼岛海域捕鱼。
26日，中华人民共和国总理李克强在在德国参观了波茨坦会议旧址并发表讲话：“《波茨坦公告》重申《开罗宣言》确定的原则，即日本必须归还窃取的中国东北、台湾等岛屿，这是是二战后世界和平秩序的重要保证。”
27日，日本内阁官房长官菅义伟回应中华人民共和国总理李克强的讲话“是严重无视历史的发言，决不能接受。”
29日，日本内阁官房长官菅义伟回应中华人民共和国外交部长王毅说：“我认为中方发言是无视历史的发言。尖阁是我国领土，法律上由《旧金山和约》确定，在那之前，日清战争、《日清讲和条约》（即《马关条约》）缔结前，尖阁就是日本领土”。
31日，日本花店、食肆、保险公司及牙医等企业的20余网站被黑客挂上“钓鱼岛是中国的”标语。

### 6月
1日，日本防卫大臣小野寺五典在第12届亚洲安全峰会（香格里拉对话）上发表演讲，“在尖阁诸岛问题上，日本决心不惜一切努力地避免突发事件发生”。
2日，在新加坡举行的香格里拉对话上，中国人民解放军副总参谋长戚建国说：“中方坚持‘问题留给后人解决态度’无须置疑。20年前小平同志就发挥政治智慧提出搁置争议。现在东海南海等部分问题一时无法彻底解决，相关各国要有足够战略耐心。”而关于琉球群岛归属问题，他说：“有关言论‘属于个别学者’，不代表中国政府的观点，而中国政府对于硫球群岛主权的立场并没有改变。琉球归属和钓鱼岛的问题属于不同性质的问题。”同日，日本内阁官房长官菅义伟回应中国人民解放军副总参谋长戚建国的言论说：“中国关于尖阁诸岛的任何主张都无法接受。尖阁诸岛本来不存在需要解决的主权问题。”，“尖阁诸岛是我国固有领土，这点不管从历史还是《国际法》上都毋庸置疑，并且目前由我国有效控制。”
3日，中共中央政治局常委、中央书记处书记刘云山在人民大会堂会见了由野中广务率领的日本超党派代表团，野中广务说：“中日邦交正常化时，两国领导人之间曾有搁置钓鱼岛问题的共识”。
4日，日本外相岸田文雄在上午的记者会上否认中日两国曾就搁置钓鱼岛争议存在共识：“从我国的外交记录来看，并不存在那样的事。”

### 7月
1日清晨5時左右，中國4艘海監船（海監51、23、49、5001）進入釣魚台12海里海域，嘗試對4艘「加油日本！」的漁船進行驅離。日本海上保安廳得悉後即時調派10艘巡邏船前往，並放下多艘搭載海上保安官的橡皮艇在日本漁船周圍實施警戒。4艘日本漁船約於中午時分離開釣魚台海域，隨後日本海上保安廳巡邏船和中國海監船也相繼離開。中国外交部发言人华春莹对日方行为发表见解说：“中日关系目前的严重困难是日方在钓鱼岛问题上一再采取挑衅行动造成的。日方不应将‘对话’停留在口头上，应切实正视历史和现实，拿出诚意和实际行动同中方相向而行。”同日，一艘巴哈馬籍，屬中國一石油公司之海洋調查船「發現者2號」（Discoverer 2）駛進釣魚台的專屬經濟區，直至翌日凌晨4時25分離開。
2日，日本外务省亚洲大洋洲局参事官下川真树太致电中国驻日公使韩志强对中国海监船进入钓鱼岛海域表示“极其遗憾”。
18日，安倍晋三视察了两座靠近钓鱼岛的岛屿并说要“加强警戒防卫领土”。
29日，美国参议院通过一项决议，指责中华人民共和国为改变领土现状，在钓鱼岛周边及南海“威吓和动用武力”，并且再次强调，美国认为钓鱼岛处于日本控制之下，这一认识不会因第三方的单方面行动而改变，美国将毫不动摇地根据《美日安保条约》应对任何武力攻击。

### 8月
21日，日本首相安倍晋三和美国共和党参议员约翰·麦凯恩见面谈话，麦凯恩之前与日本防卫大臣小野寺谈论了冲绳岛的一些问题，麦凯恩强调“尖阁诸岛是日本领土，并且说没有必要讨论，同时表示这是美国国会与美国政府的立场，也会传达给中国”，“中国侵犯了日本的主权；受到中国海洋活动威胁的国家，应该加强合作，以统一的立场应付中国。”